# جبنة أمريكية
الجبن الأمريكي الحديث هو نوع من الجبن المطبوخ تم تصنيعه في عام 1910 مكون من جبن الشيدر أو كولبي أو أنواع الجبن المماثلة. يتميز بقوام طري متوسط الصلابة، ونكهة كريمية مالحة كما أن نقطة انصهاره منخفضة. عادة ما يأتي بلون أصفر أو أبيض، والجبنة الأمريكية الصفراء تكون متبلة وملونة بأناتو.

## تاريخ
صنع المستعمرون البريطانيون جبن الشيدر عند وصولهم إلى أمريكا الشمالية. وبحلول عام 1790 تم تصدير جبن الشيدر الأمريكي الصنع إلى إنجلترا. ووفقًا لروبرت كارلتون براون، مؤلف الكتاب الجامع للجبن فإنه ما كان يُعرف في أمريكا بالجبن الأصفر أو الجبن المخزن أطلق عليه اسم الشيدر الأمريكي أو شيدر يانكي في إنجلترا. وأدرج قاموس أوكسفورد الإنجليزي أول استخدام معروف لـ «الجبن الأمريكي» كما حدث في فرانكفورت بولاية كنتاكي، صحيفة الجارديان في عام 1804.

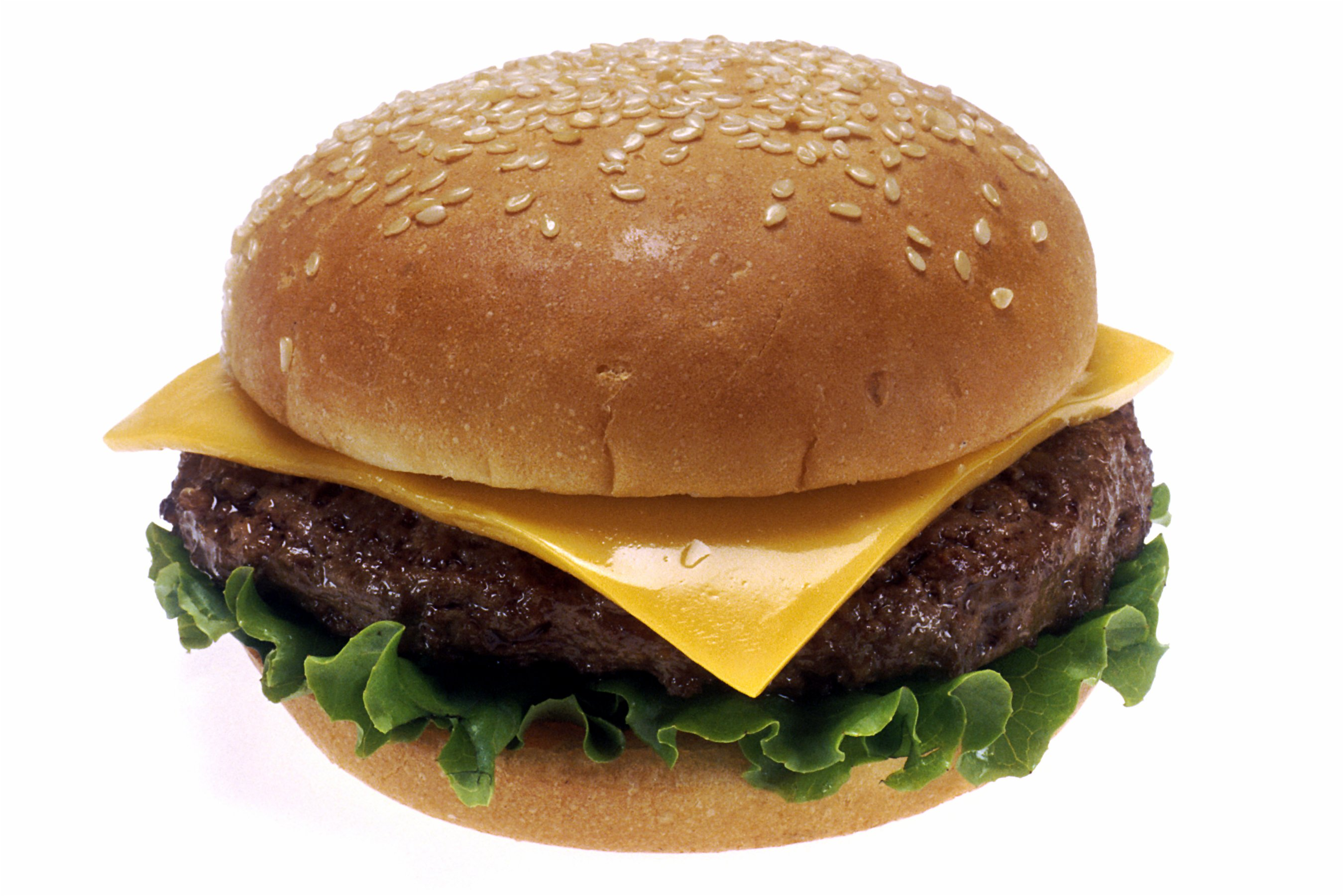
غالبًا ما يعلو الجبن الأمريكي برجر الجبن، وهو خيار شائع في أمريكا الشمالية وأماكن أخرى

بعد منح براءة اختراع لطريقة جديدة في تصنيع الجبن المطبوخ عام 1916،  شرع جيمس ل.كرافت في تسويقه أواخر العقد الأول من 1910، وبدأ اسم «الجبن الأمريكي» يشير بسرعة إلى النوع المعالج بدلاً من النوع التقليدي، كما يتم تصنيع شيدر أغلى ثمناً وبيعه في الولايات المتحدة.

## التعريف القانوني
وفقًا لمعايير الهوية لمنتجات الألبان، وهي جزء من قانون اللوائح الفيدرالية الأمريكية (سي أف ار) فإنه يتحتم تصنيع الجبن المعالج من جبن شيدر أو جبن كولبي أو جبن خثارة مغسول أو حبيبات الجبن، أو أي خليط من اثنين أو أكثر مما سبق من أجل تسميتها «الجبن الأمريكي». كما يتضمن سي أف ار أنظمة لتصنيع الجبن الأمريكي المعالج.
نظرًا لاختلاف عملية تصنيعه عن الجبن التقليدي،  تنص القوانين الفيدرالية على أن يتم تصنيفه باسم «جبن أمريكي معالج» إذا ما تم تصنيعه بمزيج لأكثر من جبن واحد  أو «معالجة أطعمة الجبن الأمريكي» إذا كانت تحتوي على 51٪ على الأقل من الجبن ولكن يتم إضافة مكونات منتجات الألبان الأخرى مثل القشدة والحليب والحليب الخالي من الدسم واللبن الرائب ومصل الجبن أو الألبومين من مصل الجبن. وتستخدم المنتجات التي تحتوي على مكونات مضافة أخرى مثل شرائح كرافت المفردة التي تحتوي على مركز بروتين الحليب تستخدم مصطلحات غير مرخصة قانونًا مثل «منتج الجبن المبستر».

## عملية التصنيع

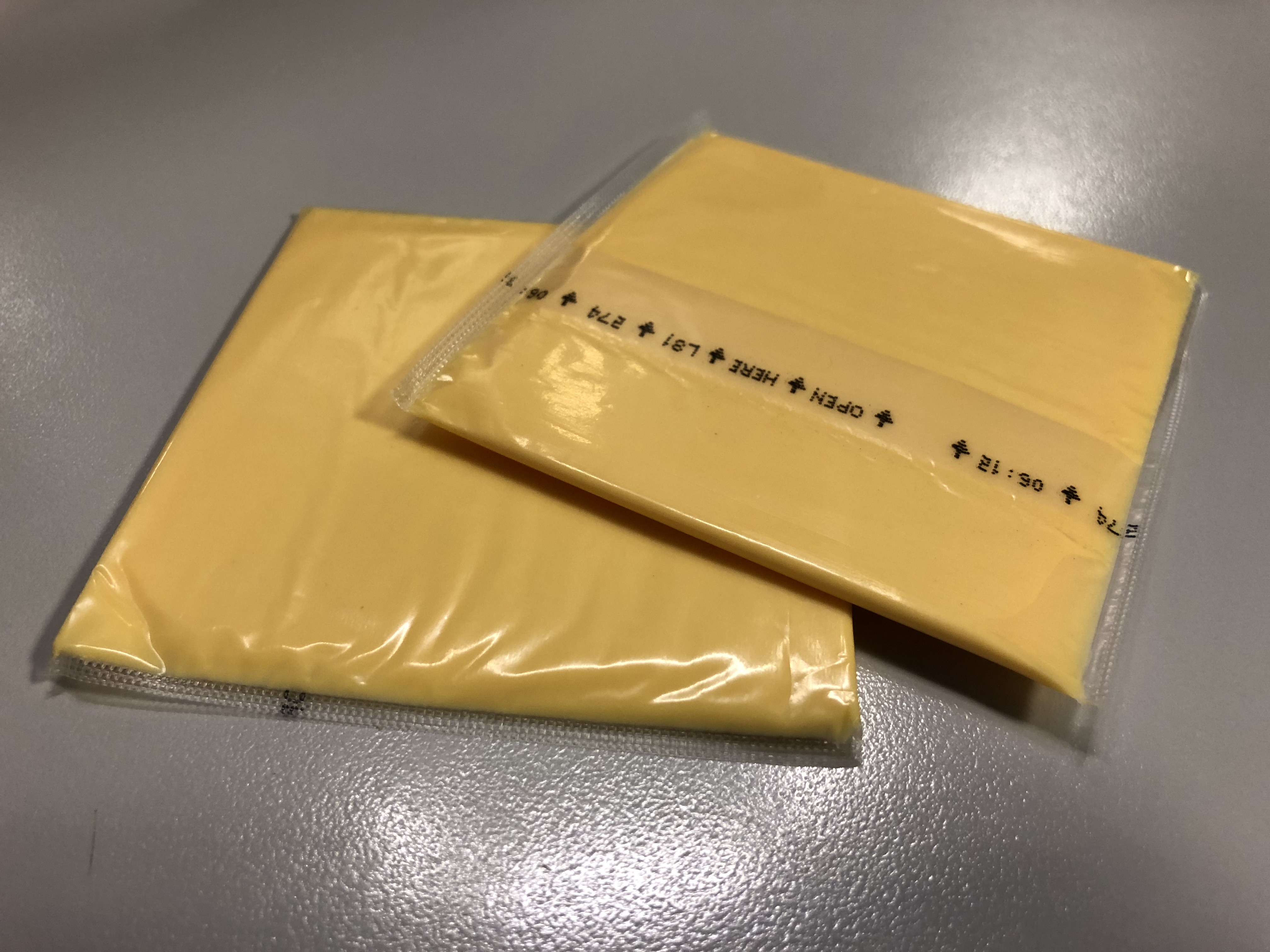
الجبن الأمريكي

يتم طحن الجبن التقليدي مع مستحضرات الاستحلاب ومكونات أخرى كما خلطها وتسخينها حتى تشكل خليطًا «ذائبًا متجانسًا». ولبسترتها، يجب تسخين خليط الجبن ليصل إلى درجة حرارة لا تقل عن 150 °ف (66 °م) ولمدة لا تقل عن 30 ثانية. وتتحكم متطلبات تكوين الجبن الأمريكي المعالج في نسبة دهون الحليب والرطوبة والملح وقيمة الأس الهيدروجيني في المنتج النهائي، إلى جانب مواصفات النكهة والتشكيل والقوام وكذلك اللون وقابلية الذوبان.
يتم تعبئة الجبن الأمريكي المعالج في شرائح ملفوفة كل على حدى، أو شرائح غير مغلفة تباع في أكوام، أو في كتل غير مقطعة. يتم تشكيل الشرائح الملفوفة بشكل فردي من الجبن المعالج الذي يتجمد فقط بين وسط التغليف   وتكون هذه الشرائح عادةً الأقل شبهاً بالجبن التقليدي. ويتشابه الجبن الأمريكي المصنوع على شكل كتل مع الجبن التقليدي، كما يتم تقطيعه إلى شرائح حسب الطلب في أقسام الأطعمة الجاهزة.

## حجم السوق
اشترى الأمريكيون ما يقارب قيمته 2.77 مليار دولار من الجبن الأمريكي في عام 2018، ولكن الشعبية كانت تتراجع، اذ أنه وفقًا لبلومبيرغ نيوز، كان من المتوقع أن تنخفض المبيعات بنسبة 1.6 ٪ في عام 2018. كان متوسط سعر رطل الجبن الأمريكي أقل من 4 دولار $4 لكل رطل ($8.82/كـغ)) وذلك للمرة الأولى منذ عام 2011.

## أنظر أيضا
- قائمة الجبن
- قائمة منتجات الألبان

## اطلع أكثر
- صنع الجبن الأمريكي في المزرعة للاستهلاك المنزلي ، نشرة المزارعين رقم 1734، وزارة الزراعة الأمريكية، أكتوبر 1934. استضافت في قسم الوثائق الحكومية بجامعة شمال تكساس.
- جبن من النوع الأمريكي: كيفية صنعه للاستخدام المنزلي ، نشرة المزارعين رقم 2075، وزارة الزراعة الأمريكية، أكتوبر 1954.